# Павлюченко Костянтин Володимирович
Костянтин Павлюченко (рос. Константин Владимирович Павлюченко; нар. 1 січня 1971) — радянський, казахський та український футболіст, півзахисник. Зараз — тренер.

## Клубна кар'єра
Вихованець Казахського республіканського спортінтернату (Алмати). У командах майстрів почав грати у 1989 році. Перший клуб — «Хімік» (Джамбул).
У серпні 1990 року перейшов до клубу «Кайрат» (Алмати). 5 квітня 1992 року у складі «Ниви» (Тернопіль) дебютував у Вищій лізі у матчі з «Нафтовиком» (Охтирка) (0:0). Дебютним голом за тернопільську команду відзначився 16 квітня 1992 року на 31-ій хвилині переможного поєдинку 9-го туру підгрупи 2 вищої ліги чемпіонату України проти СК «Одеси». Костянтин вийшов у стартовому складі та відіграв увесь поєдинок. Протягом свого перебування у «Ниві» зіграв 13 матчів та відзначився 2-ма голами. Влітку 1992 року перейшов до «Дніпра». На початку 1994 року виїхав до Росії, де захищав кольори клубів «Лада» та «Текстильник». На початку 1997 року повернувся до України, де став гравцем криворізького «Кривбасу». У 1998 році виступав в узбецькому «Навбахорі» (Наманган), потім знову повернувся до України. Потім виступав у клубах «Металург» (Новомосковськ), «Миколаїв», «Олімпія ФК АЕС», «Електрометалург» та «Зоря». Влітку 2004 року завершив кар'єру професіонального футболіста у футболці «Електрометалурга-НЗФ».
З 2007 по 2008 роки виступав у складі клубів з аматорського чемпіонату України: «Горизонт», «Ілана-Ратибор» та «Мир» (Горностаївка).

## Кар'єра у збірній
Єдиний матч у футболці збірної Казахстану зіграв 14 жовтня 1992 року в Ташкенті на стадіоні «Пахтакор» проти збірної Узбекистану (1:1).

## Тренерська кар'єра
Працював тренером у ДЮСШ «Дніпро-75» (Дніпропетровськ), потім в академії дніпропетровського «Дніпра». Тренував команди «дніпрян» U-15 (1999 р.н.) та U-12 (2002 р.н.). Зараз Павлюченко Константин Володимирович тренує академію "Ротаня і Зозулі " 2013

## Досягнення
«Дніпро» (Дніпропетровськ)
- Вища ліга чемпіонату України
  -  Срібний призер (1): 1992/93

«Лада» (Тольятті)
- Першість Футбольної Національної Ліги
  -  Срібний призер (1): 1995